# Pamakrelovití
Pamakrelovití (Gempylidae) jsou čeleď paprskoploutvých ryb.

## Systematika
Za popisnou autoritu pamakrelovitých je pokládán americký přírodovědec Theodore Gill (1862). Tradiční systematika hodnotila pamakrelovité jako zástupce řádu ostnoploutvých (Perciformes), sběrné skupiny, jež s nástupem molekulární fylogenetiky doznala významných revizí. Novější systematika tuto čeleď klade do řádu Scombriformes, jenž zahrnuje makrelovité (Scombridae) a příbuzné čeledi. Pamakrelovití jsou sesterským taxonem vůči čeledi tkaničnicovití (Trichiuridae), podlouhlé tělo zástupců obou skupin se však vyvinulo nezávisle na sobě.
Níže následuje seznam platných rodů aktuální k červnu 2025, jenž vychází z Eschmeyer's Catalog of Fishes. Navzdory množství rodů je čeleď relativně nepočetná, zahrnuje 26 druhů, a většina rodů je monotypická.
- Diplospinus Maul, 1948
- Epinnula Poey, 1854
- Gempylus Cuvier, 1829
- Leionura Whitley, 1951
- Lepidocybium Gill 1862
- Nealotus Johnson, 1865
- Neoepinnula Matsubara & Iwai, 1952
- Nesiarchus Johnson, 1862
- Paradiplospinus Andriashev, 1960
- Promethichthys Gill, 1893
- Rexea Waite, 1911
- Rexichthys Parin & Astakhov, 1987
- Ruvettus Cocco, 1833
- Thyrsites Lesson, 1831
- Thyrsitoides Fowler, 1929
- Tongaichthys Nakamura & Fujii, 1983

Fosilní záznam této čeledi sahá až do spodního eocénu (47,8–56,0 mya), podle odhadů molekulárních hodin však k největší diverzifikaci mohlo dojít teprve v době před 20–40 miliony lety.

## Charakteristika

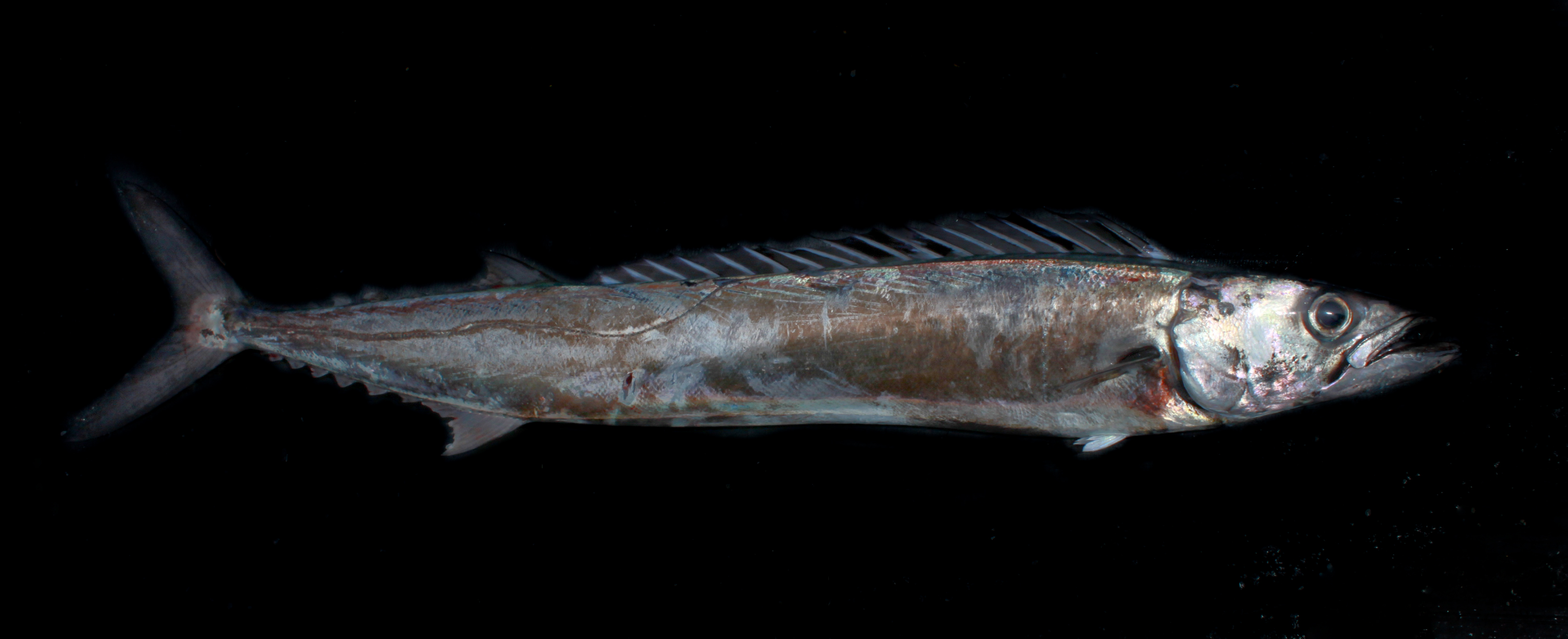
Thyrsites atun

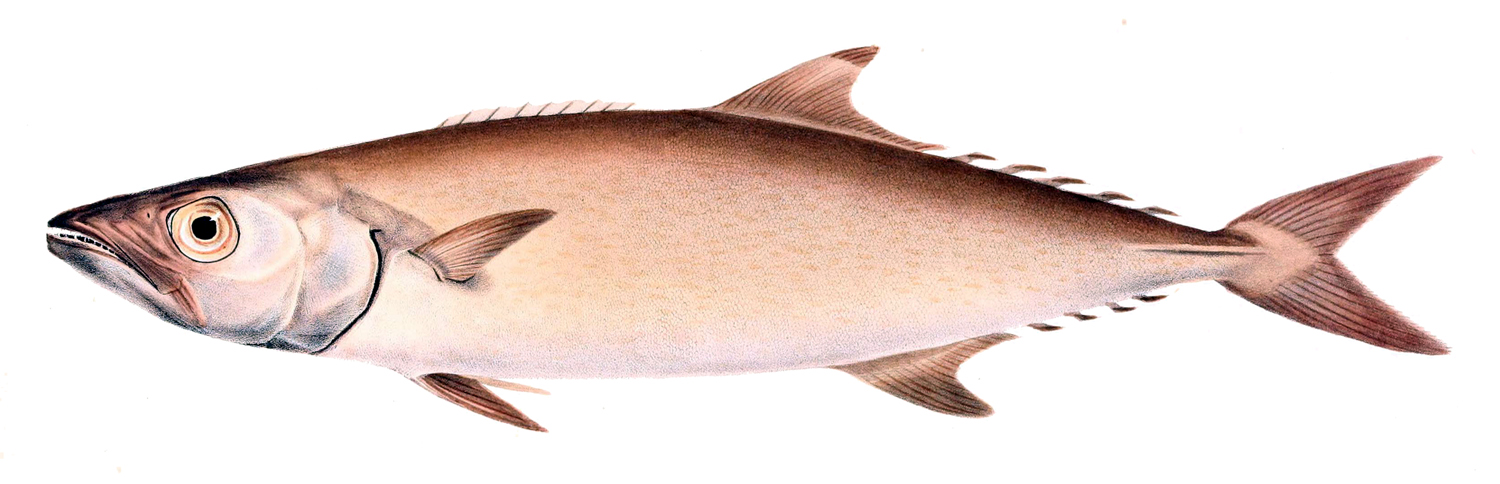
Pamakrela temná (Lepidocybium flavobrunneum)

Pamakrelovití mají zploštělé tělo a mohou být značně dlouhé: například pamakrela hadovitá (Gempylus serpens) dorůstá délky až 150 cm. Na hřbetě jsou patrné dvě hřbetní ploutve, přičemž první má delší základnu než druhá. Druhé hřbetní ploutvi se podobá řitní ploutev, jež nese 1–3 ostny a 8–35 měkkých paprsků. Nedošlo k redukci ocasní ploutve, která je středně velká a svým tvarem vidlicovitá. Pamakrela temná (Lepidocybium flavobrunneum) má po obou stranách násadce ocasní ploutve kýl. Mezi druhou hřbetní ploutví, resp. řitní ploutví a ocasní ploutví typicky vyrůstají malé přídatné ploutvičky. Prsní a břišní ploutve nebývají příliš velké, druhé jmenované mívají často jen jediný osten a 0–5 měkkých paprsků. Tlama vyniká mohutnými, až tesákovitými zuby, spodní čelist je vyčnívající. Zbarvení se pohybuje v různých hnědavých odstínech, s tmavšími ploutvemi a stříbřitým břichem, žádný z druhů nemá pestré vzorování.
Pamakrelovití jsou rychlí pelagičtí lovci. Často obývají velké hloubky, ale v noci migrují k hladině. Vyskytují se v tropických a subtropických vodách celého světa. Předek celé skupiny žil zřejmě v hlubších vodách. Zatímco pro evolučně primitivnější rody (Lepidocybium, Nesiarchus, Gempylus, Thyrsites) je charakteristická tolerance širokého rozsahu hloubek a globální výskyt, zástupci odvozenějších rodů (Paradiplospinus, Rexea, Neoepinnula, Epinnula) se vyskytují spíše v mělčích vodách u pobřeží Indického a Tichého oceánu.